# Championnats panaméricains de BMX freestyle 2023
Navigation
Édition précédente Édition suivante
Les championnats panaméricains de BMX freestyle 2023 ont lieu le 7 mai 2023 à Asuncion au Paraguay. 

## Podiums

### BMX Freestyle Park
| Épreuves | Or             | Argent         | Bronze                      |
| -------- | -------------- | -------------- | --------------------------- |
| Hommes   |                |                |                             |
| Élites   | Daniel Dhers   | Kenneth Tencio | Gustavo Batista de Oliveira |
| Femmes   |                |                |                             |
| Élites   | Macarena Perez | Katherine Díaz | Queensaray Villegas         |

### BMX Freestyle Flatland
| Épreuves | Or          | Argent           | Bronze       |
| -------- | ----------- | ---------------- | ------------ |
| Hommes   |             |                  |              |
| Élites   | Jaime Pérez | Camilo Verissimo | Arturo Garay |